# Joseph Benoît Dalmas
Joseph Benoît Dalmas est un homme politique français né le 29 mai 1754 à Aubenas (Ardèche) et mort le 10 août 1824 à Draguignan (Var).

## Biographie
Joseph Benoît Dalmas naît le 29 mai 1754 à Aubenas, dans le Vivarais, et est baptisé le même jour. Il est le fils de Joseph Dalmas, notaire royal, et de son épouse, Marie Marguerite Auresche. 
Avocat à Aubenas, Joseph Benoît Dalmas est procureur général syndic du département en 1790 puis député de l'Ardèche de 1791 à 1792. Il siège à droite et se montre attaché à la monarchie. 
Proscrit après la chute de Louis XVI, il est emprisonné et libéré après le 9 thermidor. Il est président du tribunal civil de l'Ardèche en l'an IV, maire d'Aubenas de 1799 à 1803, puis de nouveau député de l'Ardèche de 1803 à 1808. 
Il est préfet de la Charente-Maritime du 13 novembre 1815 au 24 février 1819, puis préfet du Var du 11 août 1823 à sa mort, survenue le 10 août 1824 à Draguignan.

## Écrits
- Réflexions sur le procès de Louis XVI, Paris, impr. de Porthmann, 1814, 33 p.